# Betanin
A betanin (E162) (más néven  céklavörös vagy Beetroot Red) egy vörös színű glükozid, melyet a céklából állítanak elő. A betanin fény, hő vagy oxigén hatására elbomlik, ezért inkább fagyasztott, gyorsan romló, vagy száraz ételekben alkalmazzák adalékanyagként. Ha az oldatban magas a cukortartalom, akkor a betanin még pasztörizálás során sem bomlik el. Oxigén jelenlétében még instabilabb, ha fém kationok vannak jelen (mint például vas vagy réz).
Ezt a folyamatot antioxidánsok hozzáadásával, vagy száraz, vízmentes környezettel lehet lassítani.
A betanin színe nagyban függ a pH értéktől. Négy és öt között világos kékes-piros, a pH növekedésével ez kékes-lilába megy át. Lúgos környezetben sárgás-barna színt vesz fel.
A betanint az élelmiszeriparban húsételek és felvágottak színezésére is használják. Ezen kívül előfordulhat még jégkrémekben, fagylaltokban, üdítőital-porokban, édességekben, paradicsomot és szalonnát tartalmazó termékekben.
A szervezetbe bekerülve a betanin jól felszívódik, és antioxidáns hatása van.